# Lougou (Bénin)
Lougou est un arrondissement de la commune Segbana localisé dans le département de l'Alibori au nord du Bénin.

## Histoire
Lougou devient officiellement un arrondissement de la commune de Segbana, le 27 mai 2013 après la délibération et adoption par l'Assemblée nationale du Bénin en sa séance du 15 février 2013 de la loi n° 2013-O5 du 15/02/2013 portant création, organisation, attributions et fonctionnement des unités administratives locales en République du Bénin.

## Administration
L'arrondissement de Lougou fait partie des 5 que compte la commune Segbana :
- Liboussou
- Libantè
- Sokotindji
- Segbana

L'arrondissement de Lougou est subdivisé en quartiers qui sont :
- Boumoussou
- Gando-dunkassa
- Gbasse
- Gbenkakarou
- Guenelaga
- Lougou
- Lougou-Niambara
- Zonzi
- Zinwan[3]

## Localisation
Liboussou est situé au centre de la commune de Ségbana.
|       | Malanville |         |
| Kandi | Lougou     | Nigéria |
|       | Liboussou  |         |

## Population
Selon le Recensement Général de la Population et de l'Habitation (RGPH4) de l'Institut National de la Statistique et de l'Analyse Economique (INSAE) au Bénin en 2013, la population de Lougou compte 1 702 ménages avec 13 504 habitants :

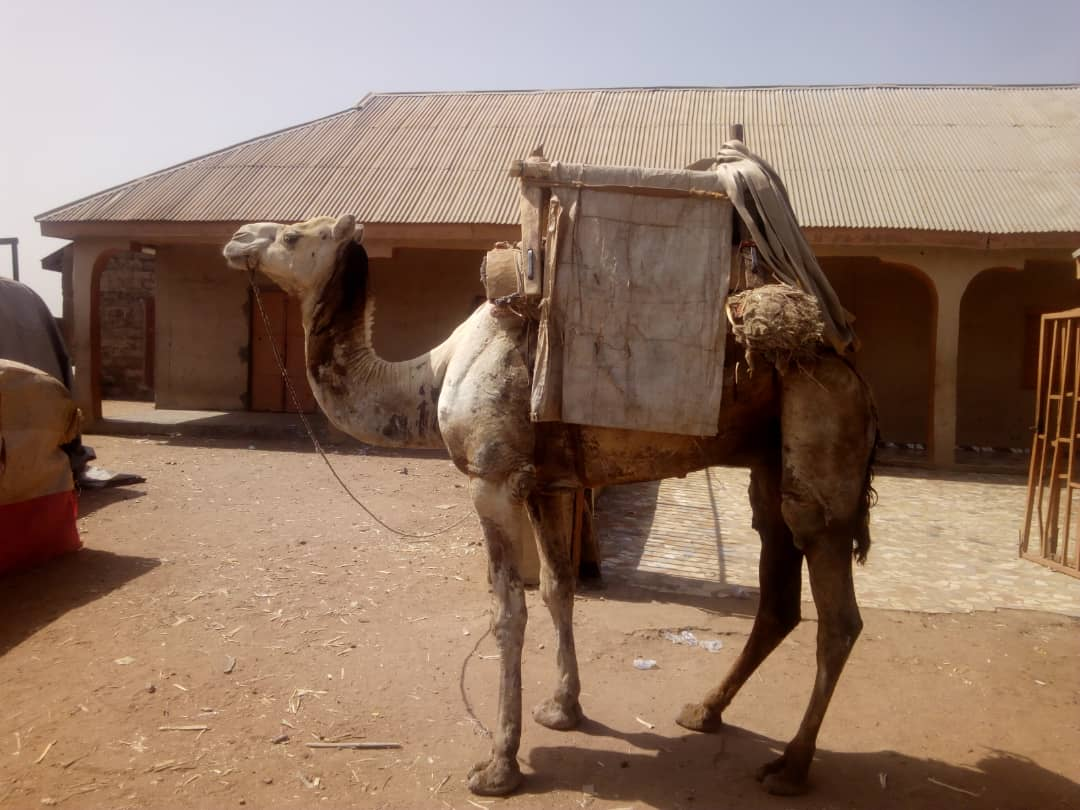
Un dromadaire dans une cour de Segbana.

| Indicateur           | 2013   |
| -------------------- | ------ |
| Nombre de ménages    | 1 702  |
| Population féminine  | 6 510  |
| Population masculine | 6 994  |
| Population totale    | 13 504 |